# Torroella de Montgrí (kommun)
Torroella de Montgrí är en kommun i Spanien.   Den ligger i provinsen Província de Girona och regionen Katalonien, i den östra delen av landet, 600 km öster om huvudstaden Madrid. Antalet invånare är 11 494. Arean är 66 kvadratkilometer. Torroella de Montgrí gränsar till L'Escala, Pals, Fontanilles, Gualta, Ullà och Bellcaire d'Empordà. 
Terrängen i Torroella de Montgrí är platt söderut, men norrut är den kuperad.
Torroella de Montgrí delas in i:
- L'Estartit